# Pitcairnia schultzei
Pitcairnia schultzei är en gräsväxtart som beskrevs av Hermann August Theodor Harms. Pitcairnia schultzei ingår i släktet Pitcairnia och familjen Bromeliaceae. Inga underarter finns listade i Catalogue of Life.